# Юматов, Евгений Антонович
Юматов Евгений Антонович (родился 26 августа 1943 г. в Москве), советский и российский физиолог, доктор медицинских наук, профессор, член ряда академий. Главный научный сотрудник НИИ Нормальной физиологии имени П. К. Анохина. Профессор кафедры основ радиотехники Национального исследовательского университета (МЭИ). Специалист в области системной организации функций, нейрофизиологии, психофизиологии, медицинской биофизики и микропроцессорной аппаратуры.

## Биография
Юматов Евгений Антонович родился в Москве 26 августа 1943 г. Родители: отец — Юматов А.С, 1905 г. р., по профессии преподаватель политэкономии, мать — Юматова С. И., 1912 г.р., по профессии врач. Жена — Рудакова Ольга Георгиевна, врач — функциональный диагност. Сын — Юматов Алексей Евгеньевич, врач — анестезиолог. Дочь — Юматова Полина Евгеньевна, врач-психиатр.
Окончил в 1966 г. лечебный факультет 1-го Московского Медицинского Института им. И. М. Сеченова, получил общее физико-математическое образование на вечернем факультете физфака МГУ им. М. В. Ломоносова. С 1966 по 1969 аспирант кафедры нормальной физиологии 1-го Московского Медицинского Института им. И. М. Сеченова, 1969 по 1972 год ассистент, с 1972 по 1990 год — доцент, с 1990 по 2015 год профессор кафедры нормальной физиологии 1-го Московского Государственного медицинского Университета им. И. М. Сеченова, с 2007 года по настоящее профессор кафедры основ радиотехники Национального Исследовательского Университета (МЭИ). С 2015 года — главный научный сотрудник НИИ нормальной физиологии им. П. К. Анохина.

## Научно-педагогическая деятельность
Е. А. Юматов является учеником и последователем академика П. К. Анохина в области исследования системной организации функций. С 1970 г. на кафедре нормальной физиологии 1-го Московского Медицинского Университета им. И. М. Сеченова читал полный курс нормальной физиологии, медицинской биофизики и социальной психофизиологии.
В 1972 г. защитил кандидатскую диссертацию по системным механизмам регуляции дыхания, в которой впервые раскрыл основополагающий системный принцип мультипараметрической регуляции жизненно важных физиологических показателей организма.
В 1987 г. защитил докторскую диссертацию: «Нейрохимические механизмы устойчивости к эмоциональному стрессу». Результатами экспериментальных исследований стали: разработка концепции динамической организации эмоций в целенаправленном поведении, раскрытие фундаментальных физиологических закономерностей устойчивости к эмоциональному стрессу, с помощью которых организм может противостоять развитию стресса, и выявление роли эндогенных пептидов в центральных механизмах устойчивости к эмоциональному стрессу.
В 1993 г. предложил новое направление в медицине — «информационная медицина», на основе разработанных им уникальных микропроцессорных электронных приборов («Стражи Здоровья»), предназначенных для охраны здоровья людей в повседневных условиях.
Е. А. Юматов уделял особое внимание проблемам социальной физиологии и, в частности, показал ведущую роль духовно-нравственной культуры в социально-экономическом прогрессе общества и в сохранении здоровья.
Продолжая исследования в области психофизиологии эмоций и эмоциональных стрессов, Е. А. Юматов в 2010 г. разработал метод прямой объективной регистрации субъективного состояния человека, который открыл возможности для непосредственного изучения субъективных состояний человека. Е. А. Юматов раскрыл ранее неизвестные явления и свойства мозга, характеризующие природу психической деятельности мозга человека
Е. А. Юматов является автором более 300 публикаций в отечественных и зарубежных журналах, соавтором 6 учебников и 8 монографий в области физиологии эмоций и эмоционального стресса, системных механизмов регуляции физиологических функций, микропроцессорной медицинской техники. Имеет целый ряд патентов и авторских свидетельств на изобретения.
Награждён: Медалями ВДНХ СССР, Золотым Павловским знаком Международной Академии Наук, Медалью академика П. К. Анохина, медалью «В память 850-летия г. Москвы», Золотой медалью и дипломом di merito Европалаты (Eurochambres), знаком «Отличник Здравоохранения».